# Comarques de l'Aragó
Aquestes són les comarques de l'Aragó amb les seves dades més rellevants.

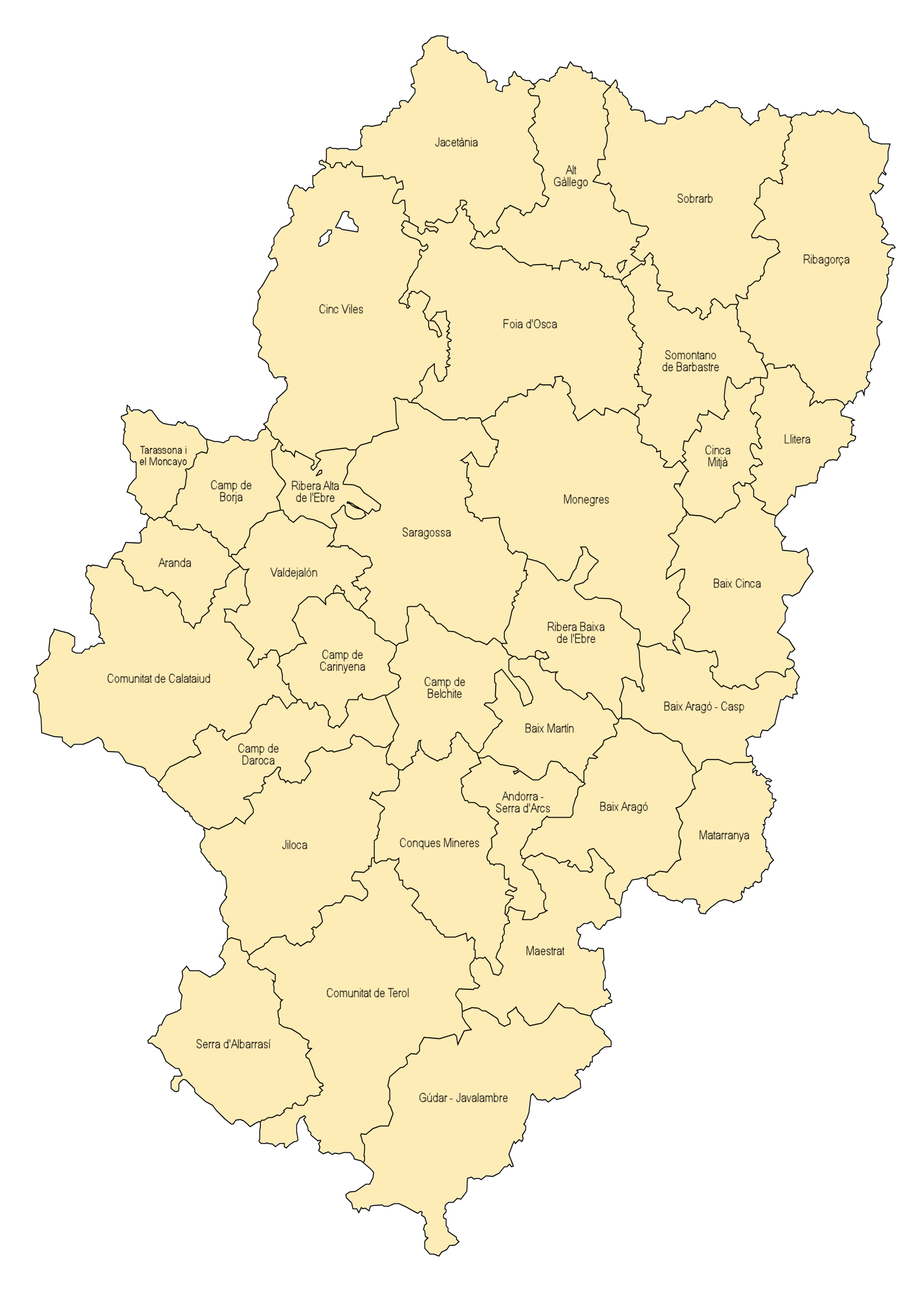
Comarques de l'Aragó anomenades mitjançant exònims catalans.

| Núm. | Comarca                | Extensió (km²) | Habitants (2006) | Densitat (hab/km²) | Capital                       | Província            |
| ---- | ---------------------- | -------------- | ---------------- | ------------------ | ----------------------------- | -------------------- |
| 01   | Jacetània              | 1.857,9        | 18.166           | 9,8                | Jaca                          | Osca/Saragossa       |
| 02   | Alt Gàllego            | 1.359,8        | 13.457           | 9,9                | Sabiñánigo                    | Osca                 |
| 03   | Sobrarb                | 2.202,7        | 7.293            | 3,3                | l'Aïnsa i Boltanya            | Osca                 |
| 04   | Ribagorça              | 2.459,8        | 12.811           | 5,2                | Graus i Benavarri             | Osca                 |
| 05   | Cinco Villas           | 3.062,5        | 33.154           | 10,8               | Eixea                         | Saragossa            |
| 06   | Foia d'Osca            | 2.525,6        | 64.531           | 25,6               | Osca                          | Osca                 |
| 07   | Somontano de Barbastre | 1.166,6        | 23.464           | 20,1               | Barbastre                     | Osca                 |
| 08   | Cinca Mitjà            | 576,7          | 23.072           | 40,0               | Montsó                        | Osca                 |
| 09   | La Llitera             | 733,9          | 18.847           | 25,7               | Binèfar i Tamarit de Llitera  | Osca                 |
| 10   | Monegres               | 2764,4         | 20.896           | 7,6                | Sarinyena                     | Osca/Saragossa       |
| 11   | Baix Cinca             | 1.419,6        | 23.366           | 16,5               | Fraga                         | Osca/Saragossa       |
| 12   | Tarassona i el Moncayo | 452,4          | 14.575           | 32,2               | Tarassona                     | Saragossa            |
| 13   | Camp de Borja          | 690,5          | 14.524           | 21,0               | Borja                         | Saragossa            |
| 14   | Aranda                 | 561,0          | 7.681            | 13,7               | Illueca                       | Saragossa            |
| 15   | Ribera Alta de l'Ebre  | 416,0          | 24.875           | 59,8               | Alagó                         | Saragossa            |
| 16   | Valdejalón             | 933,3          | 26.437           | 28,3               | La Almunia de Doña Godina     | Saragossa            |
| 17   | Saragossa              | 2.288,8        | 702.662          | 307,0              | Saragossa                     | Saragossa            |
| 18   | Ribera Baixa de l'Ebre | 989,9          | 9.197            | 9,3                | Quinto                        | Saragossa            |
| 19   | Baix Aragó-Casp        | 997,3          | 13.606           | 13,6               | Casp                          | Saragossa            |
| 20   | Comunitat de Calataiud | 2.518,1        | 40.327           | 16,0               | Calataiud                     | Saragossa            |
| 21   | Camp de Carinyena      | 772,0          | 10.580           | 13,7               | Carinyena                     | Saragossa            |
| 22   | Camp de Belchite       | 1.043,8        | 5.196            | 5,0                | Belchite                      | Saragossa            |
| 23   | Baix Martín            | 795,2          | 7.252            | 9,1                | Híjar                         | Terol                |
| 24   | Camp de Daroca         | 1.117,9        | 6.594            | 5,9                | Daroca                        | Saragossa            |
| 25   | Jiloca                 | 1.932,1        | 13.972           | 7,2                | Calamocha i Monreal del Campo | Terol                |
| 26   | Conques Mineres        | 1.407,6        | 9.476            | 6,7                | Montalbán i Utrillas          | Terol                |
| 27   | Andorra-Serra d'Arcs   | 675,1          | 11.123           | 16,5               | Andorra                       | Terol                |
| 28   | Baix Aragó             | 1.304,2        | 29.128           | 22,3               | Alcanyís                      | Terol                |
| 29   | Comunitat de Terol     | 2.791,6        | 45.313           | 16,2               | Terol                         | Terol                |
| 30   | Maestrat aragonès      | 1.204,3        | 3.737            | 3,1                | Cantavella                    | Terol                |
| 31   | Serra d'Albarrasí      | 1.414,0        | 4.912            | 3,5                | Albarrasí                     | Terol                |
| 32   | Gúdar-Javalambre       | 2.351,6        | 8.574            | 3,6                | Móra de Rubiols               | Terol                |
| 33   | Matarranya             | 933,0          | 8.673            | 9,3                | Vall-de-roures i Calaceit     | Terol                |
| #    | Total Aragó            | 47.719,2       | 1.277.471        | 26,8               | Saragossa                     | Osca/Saragossa/Terol |

## Normativa
L'Estatut d'autonomia d'Aragó estableix en l'article 5 que Aragó està organitzat en comarques. La Llei 10/1993, de 4 de novembre, sobre comarcalització d'Aragó la va desenvolupat. Més avant, altra llei va ser aprovada, la Llei 8/1996, de 2 de desembre, de delimitació comarcal d'Aragó.